# AEG C.VII
AEG C.VII – niemiecki dwuosobowy samolot rozpoznawczy z okresu I wojny światowej, będący modyfikacją samolotu AEG C.IV. W grudniu 1916 r. przygotowane zostały dwa egzemplarze prototypowe nowego samolotu. Przeróbka polegała m.in. na zmniejszeniu wymiarów w stosunku do pierwotnej konstrukcji: samolot został skrócony, zmniejszono także jego rozpiętość o ok. 2 m. Obydwa prototypy miały podobną konstrukcję kadłuba i ogona, różniły się jednak przede wszystkim układem płatów. W jednym z samolotów obniżono górny płat w ten sposób, że znajdował się on bardzo blisko kadłuba. Dodatkowo w celu zmniejszenia oporów powietrza w samolocie tym zastosowano kołpak osłaniający śmigło. Ze względu na niezadowalające osiągi dalszych prac nad samolotami nie prowadzono.